# Sockenskrivare
Sockenskrivare var inom äldre svensk och finsk förvaltning en avlönad skrivare som verkade i socknen med att i första hand se till att underlag för skatteuppbörd fanns och var korrekta, inklusive kvittensen på betald skatt, men bistod även sockenmännen i diverse ärenden mot myndigheter.
Sockenskrivarens uppgifter utfördes före 1675 av sockenlänsmannen, och fanns sedan från 1675 tills kommunreformen 1862 (1868 i Finland) blivit fullt genomförd. Han valdes på tinget eller sockenstämman, utnämndes av landshövdingen och avlönades av bönderna. De var ofta en kronans tjänsteman och var också ansvarig för att på sockenstämmans vägnar föra dess protokoll och ansvara för sockenkassan.